# 에밋 J. 스캔런
에밋 J. 스캔런(Emmett J. Scanlan, 1979년 1월 31일 ~ )은 아일랜드의 배우이다.